# Франц фон Золмс-Рьоделхайм (1864–1923)
Карл Франц фон Золмс-Рьоделхайм-Асенхайм (на немски: Karl Franz Graf zu Solms-Rödelheim und Assenheim; * 15 декември 1864, Асенхайм, Хесен; † 9 февруари 1923, Асенхайм) е граф на Золмс-Асенхайм-Рьоделхайм (Франкфурт на Майн) и политик на Великото херцогство Хесен, хесенски племенен господар и земевладелец.

## Биография
Той е големият син на граф Максмилиан фон Золмс-Рьоделхайм-Асенхайм (1826 – 1892) и съпругата му графиня Текла фон Золмс-Лаубах (1835 – 1892), дъщеря на граф Ото фон Золмс-Лаубах (1799 – 1872) и принцеса Луитгарда Вилхелмина Августа фон Вид (1813 – 1870). Внук е на граф Карл Фридрих Лудвиг Кристиан Фердинанд фон Золмс-Рьоделхайм-Асенхайм (1790 – 1844) и графиня Луиза Амалия фон Ербах-Шьонберг (1795 – 1875).
Карл Франц следва в университета в Мюнхен и от 1888 до 1889 г. в „Кралската саксонска лесничейска академия Таранд“. През 1897 г. става премиер-лейтенант на инфантерията и от 1905 г. хауптман.
През 1892 г. поема племенното господство. От 1896 до 1818 г. е член на „Пруския Херен-хауз“, а от 1892 до 1918 г. на „Първата камера“ на Великото херцогство Хесен.
С Ноемврийската революция през 1918 г. първоначалните права на благородниците е премахната и свършва историята на „Първата камера на племената“ също и на „Херенхауз“.
Карл Франц фон Золмс-Рьоделхайм-Асенхайм умира на 58 години на 9 февруари 1923 г. в Асенхайм.

## Фамилия
Първи брак: на 26 октомври 1892 г. в Еттал, Горна Бавария, с графиня Анастасия Александра Леонтина Лудмила фон Папенхайм (* 9 март 1863, Папенхайм; † 5 юли 1904, Асенхайм), дъщеря на граф Лудвиг Фердинанд Фридрих Карл Александер Хаупт фон Папенхайм (1815 – 1883) и графиня Анастасия фон Шлифен (1827 – 1898). Те имат четири деца:
- Макс цу Золмс/Максимилиан Лудвиг (* 24 септември 1893, Асенхайм; † 2 септември 1968, Марбург ан дер Лан), граф, социолог, женен I. в Аморбах на 23 февруари 1922 г. (развод 1937) за принцеса Виктория фон Лайнинген (* 12 май 1895, Аморбах; † 9 февруари 1973, Асенхайм), II. в Рига на 30 октомври 1937 г. за Фреда фон Герсдорф (* 25 април 1901, Даугелн, Ливония; † 21 декември 1992, Марбург)
- Йоахим Ернст (* 13 юни 1896, Асенхайм; † 10 септември 1978, Мурнау), женен в Мюнхен на 15 февруари 1928 г. за графиня Клара фон Булион (* 12 март 1901, Аугсбург; † 6 септември 1996, Мурнау)
- Едита Текла (* 23 май 1897, Асенхайм; † 26 август 1971, Марбург), неомъжена
- Анна Хедвиг (* 26 май 1903, Асенхайм; † 2 юни 1971, Бад Наухайм), неомъжена

Втори брак: на 25 юли 1907 г. в Кастел с графиня Жени фон Кастел-Кастел (* 22 юни 1866, Кастел; † 24 февруари 1923, Франкфурт на Майн), дъщеря на граф Карл фон Кастел-Кастел (1826 – 1886) и леля му графиня Емма фон Золмс-Рьоделхайм-Асенхайм (1831 – 1904), дъщеря на дядо му граф Карл Фридрих Лудвиг Кристиан Фердинанд фон Золмс-Рьоделхайм-Асенхайм (1790 – 1844) и графиня Луиза Амалия фон Ербах-Шьонберг (1795 – 1875). Бракът е бездетен.